# Desembocadura de Río Grande
Desembocadura de Río Grande è un comune del Nicaragua facente parte della Regione Autonoma della costa caraibica meridionale.